# Emmiltis
Emmiltis là một chi bướm đêm thuộc họ Geometridae.

## Các loài
- Emmiltis pygmaearia (Hübner, 1809)[1]